# Área de Conservação da Paisagem de Üügu
A Área de Conservação da Paisagem de Üügu é uma reserva natural situada na Ilha de Muhu, Condado de Saare, Estónia.
A sua área era de 10,4 hectares mas, a partir de 2019, a sua área passou a ser de 0,1 hectares.
A área protegida foi designada em 1959 para proteger o penhasco Üügu e os seus arredores. Em 2019, a unidade de conservação foi reformulada como área de preservação paisagística.